# Polia spalax
Polia spalax là một loài bướm đêm trong họ Noctuidae.